# Сеймур, Френсис, 5-й маркиз Хартфорд
Френсис Джордж Хью Сеймур, 5-й маркиз Хартфорд (англ. Francis George Hugh Seymour, 5th Marquess of Hertford; 11 февраля 1812 — 25 января 1884) — британский дворянин, офицер, придворный и консервативный политик. Он был известен как Фрэнсис Сеймур до 1870 года. Он служил лордом-камергером при Бенджамине Дизраэли с 1874 по 1879 год.

## Титулы
- 5-й маркиз Хартфорд (с 25 августа 1870)
- 5-й граф Хартфорд (с 25 августа 1870)
- 5-й граф Ярмут (с 25 августа 1870)
- 5-й виконт Бошан (с 25 августа 1870)
- 6-й барон Конуэй из Киллалтаха, графство Антрим (с 25 августа 1870)
- 6-й барон Конуэй из Рэгли, графство Уорикшир (с 25 августа 1870).

## Семья и образование
Родился 11 февраля 1812 года. Старший сын адмирала сэра Джорджа Фрэнсиса Сеймура (1787—1870) и Джорджиана Мэри Беркли (1791—1878, дочери сэра Джорджа Беркли. Внук вице-адмирала Хью Сеймура (1759—1801) и леди Энн Горации Уолдегрейв (1762—1801), правнук Фрэнсиса Сеймура-Конвея, 1-го маркиза Хартфорда (1718—1794), и леди Изабеллы Фицрой. Фрэнсис был старшим братом адмирала лорда Генри Джорджа Сеймура, генерала лорда Уильяма Фредерика Эрнеста Сеймура и леди Лоры Сеймур.
В августе 1870 года после смерти своего дальнего родственника, Ричарда Сеймур-Конвея, 4-го маркиза Хартфорда (1800—1870), умершего неженатым и бездетным, Фрэнсис Джордж Хью Сеймур унаследовал титул 5-го маркиза Хартфорда. Он также получил влекущую за собой собственность от 4-го маркиза, включая Рэгли-Холл, в то время как неотправленная собственность перешла к незаконнорожденному сыну его двоюродного брата Ричарду Уоллесу, включая то, что стало Коллекцией Уоллеса.
Он получил образование в школе Хэрроу.

## Карьера
Фрэнсис Сеймур поступил в шотландскую стрелковую гвардию в звании лейтенанта в июле 1827 года, дослужился до звания генерала в 1876 году и вышел в отставку в 1881 году.
Он был камергером одежды для короля Вильгельма IV и королевы Виктории с 1833 по 1870 год. В 1874 году Фрэнсис Сеймур, лорд Хартфорд, был приведен к присяге в Тайном совете и назначен камергером королевского двора в составе правительства Бенджамина Дизраэли. Эту должность он занимал до 1879 года. Незадолго до своей отставки он был назначен рыцарем Большого креста ордена Бани.

## Семья
Лорд Хартфорд женился 9 мая 1839 года на леди Эмили Мюррей (22 ноября 1816 — 24 июня 1902), дочери Дэвида Уильяма Мюррея, 3-го графа Мэнсфилда, и Фредерики Маркэм. У них было десять детей:
- Фредерика Джорджина Сеймур (1841 — 12 января 1848), умерла молодой.
- Леди Горация Элизабет Сеймур (1842 — 16 апреля 1922), вышла замуж в 1861 году за сэра Генри Дэвида Эрскина (1838—1921), прямого потомка графов Мар.
- Хью де Грей Сеймур, 6-й маркиз Хартфорд (22 октября 1843 — 23 марта 1912), старший сын и преемник отца
- Леди Флоренс Кэтрин Сеймур (1845 — 7 мая 1921), замужем с 1863 года за преподобным Джеймсом Блантом (1827—1889).
- Полковник Лорд Альберт Чарльз Сеймур (24 апреля 1847 — 24 марта 1891), в 1872 году женился на Саре Нейпир (1846—1901)
- Леди Джорджина Эмили Люси Сеймур (1848 — 22 июля 1944), с 1877 года замужем за подполковником Генри Стирлингом-Хоум-Драммондом (1846—1911), внуком по материнской линии Чарльза Дугласа, 6-го маркиза Куинсберри.
- Лорд Эрнест Джеймс Сеймур (10 мая 1850 — 23 января 1930), в 1877 году женился на леди Джорджиане Фортескью (1852—1915), дочери Хью Фортескью, 3-го графа Фортескью
- Леди Констанс Аделаида Сеймур (1852 — 30 ноября 1915)[10] , в 1871 году вышла замуж за Фредерика Сент-Джона Ньюдигейта Барна (1842—1898) и имела пять детей, в том числе Майкла Барна.
- Леди Мэри Маргарет Сеймур (1855 — 29 декабря 1948), в 1875 году вышла замуж за сэра Джорджа Дэшвуда, 6-го баронета (1851—1933), от брака с которым у неё было одиннадцать детей.
- Преподобный лорд Виктор Александр Сеймур (6 марта 1859 — 7 августа 1935), в 1885 году женился на Элизабет Катор (? — 1958).

Лорд Хартфорд умер 25 января 1884 года в возрасте 71 года от травм, полученных в результате падения с лошади в Рэгли-Холле. Ему наследовал титул маркиза его старший сын Хью Сеймур, 6-й маркиз Хартфорд. Вдовствующая маркиза Хартфорд умерла в Уэсткотте, графство Суррей, 24 июня 1902 года в возрасте 86 лет.